# Cupa Mondială de Rugby din 2011
Cupa Mondială de Rugby din 2011 a fost cea de-a 7-a ediție a Cupei Mondiale de Rugby. A avut loc între 9 septembrie și 23 octombrie 2011 în Noua Zeelandă. Turneul a fost câștigat de țara gazdă, care a învins Franța cu scorul de 8–7. Africa de Sud, fosta campioană, a pierdut în sferturi în fața Australiei, cu 9-11. România s-a calificat in extremis și a jucat în grupa B, cu Argentina, Anglia, Scoția și Georgia, unde a terminat pe ultimul loc, fără nici o victorie și a ieșit din competiție.

## Țări participante
| Grupa A                                   | Grupa B                                 | Grupa C                                      | Grupa D                                       |
| ----------------------------------------- | --------------------------------------- | -------------------------------------------- | --------------------------------------------- |
| Noua Zeelandă Franța Tonga Canada Japonia | Argentina Anglia Scoția Georgia România | Australia Irlanda Italia Statele Unite Rusia | Africa de Sud Țara Galilor Samoa Fiji Namibia |

## Locuri de desfășurare
| Auckland                                        | Wellington                                      | Dunedin                                        | Auckland                                       |
| ----------------------------------------------- | ----------------------------------------------- | ---------------------------------------------- | ---------------------------------------------- |
| Eden Park                                       | Wellington Regional Stadium                     | Otago Stadium                                  | North Harbour Stadium                          |
| 36°52′30″S 174°44′41″E / 36.87500°S 174.74472°E | 41°16′23″S 174°47′9″E / 41.27306°S 174.78583°E  | 45°52′9″S 170°31′28″E / 45.86917°S 170.52444°E | 36°43′37″S 174°42′6″E / 36.72694°S 174.70167°E |
| Capacitate: 60,000                              | Capacitate: 40,000                              | Capacitate: 30,000                             | Capacitate: 30,000                             |
|                                                 |                                                 |                                                |                                                |
| Hamilton                                        |                                                 |                                                | Rotorua                                        |
| Waikato Stadium                                 | Rotorua Int'l Stadium                           |                                                |                                                |
| Capacitate: 36,000                              | Capacitate: 26,000                              |                                                |                                                |
| 37°46′52″S 175°16′6″E / 37.78111°S 175.26833°E  | 38°9′21″S 176°13′27″E / 38.15583°S 176.22417°E  |                                                |                                                |
|                                                 |                                                 |                                                |                                                |
| New Plymouth                                    | Nelson                                          |                                                |                                                |
| Stadium Taranaki                                | Trafalgar Park                                  |                                                |                                                |
| 39°4′13″S 174°3′54″E / 39.07028°S 174.06500°E   | 41°16′1″S 173°16′59″E / 41.26694°S 173.28306°E  |                                                |                                                |
| Capacitate: 26,000                              | Suplimentat la 18,000                           |                                                |                                                |
|                                                 |                                                 |                                                |                                                |
| Invercargill                                    | Whangarei                                       | Napier                                         | Palmerston North                               |
| Rugby Park Stadium                              | Northland Events Centre                         | McLean Park                                    | Arena Manawatu                                 |
| Capacitate: 20,000                              | Capacitate: 18,000                              | Suplimentate la 22,000                         | Suplimentate la 15,000                         |
| 46°25′1″S 168°21′46″E / 46.41694°S 168.36278°E  | 35°43′56″S 174°19′44″E / 35.73222°S 174.32889°E | 39°30′7″S 176°54′46″E / 39.50194°S 176.91278°E | 40°21′24″S 175°36′4″E / 40.35667°S 175.60111°E |
|                                                 |                                                 |                                                |                                                |

## Arbitri
| Arbitri la centru - Wayne Barnes - George Clancy - Craig Joubert - Jonathan Kaplan - Bryce Lawrence - Nigel Owens - Dave Pearson - Romain Poite - Alain Rolland - Steve Walsh Rezerve și arbitri de linie - Jérôme Garcès - Chris Pollock | Arbitri de linie - Carlo Damasco - Tim Hayes - Simon McDowell - Vinny Munro - Stuart Terheege Arbitri video - Giulio De Santis - Matt Goddard - Graham Hughes - Shaun Veldsman |

## Legături externe
- Site-ul oficial al competiției (arhivă)
- en  WorldRugby.org